# The Secret Orchard
The Secret Orchard è un film muto del 1915 diretto da Frank Reicher.
La sceneggiatura si basa sul lavoro teatrale di Channing Pollock che era stato presentato a Broadway il 16 dicembre 1907.

## Produzione
Il film fu prodotto dalla Jesse L. Lasky Feature Play Company.

## Distribuzione
Distribuito dalla Paramount Pictures, il film - presentato da Jesse L. Lasky - uscì nelle sale cinematografiche USA il 9 agosto 1915.